# Resolutie 916 Veiligheidsraad Verenigde Naties
Resolutie 916 van de Veiligheidsraad van de Verenigde Naties werd unaniem aangenomen op 5 mei 1994. Deze resolutie verlengde de ONUMOZ-vredesmacht in Mozambique met een half jaar.

## Achtergrond
Nadat Mozambique onafhankelijk was geworden van Portugal kwam de communistische verzetsbeweging FRELIMO aan de macht. Die kreeg al snel de anti-communistische RENAMO tegen zich, waarmee er een burgeroorlog was begonnen die vijftien jaar zou duren. In 1992 kwamen beide partijen na jarenlange onderhandelingen tot een vredesakkoord.

## Inhoud

### Waarnemingen
De Veiligheidsraad herinnerde aan het belang van het algemeen vredesakkoord voor Mozambique en de tijdige uitvoering ervan. De vooruitgang hierin werd verwelkomd, vooral de verklaring van de president dat de verkiezingen
op 27 en 28 oktober zouden plaatsvinden. Desondanks was er bezorgdheid over vertragingen bij sommige belangrijke onderdelen van het akkoord.

### Handelingen
De Veiligheidsraad verwelkomde de naleving van het staakt-het-vuren, het begin van de demobilisatie, de overdracht van wapens aan regionale depots, het aantreden van het hoog commando en het begin van het
opleidingsprogramma voor het nieuwe leger. Ook de inzet van de VN-politiewaarnemers werd verwelkomd. Alle partijen moesten met hen samenwerken en hun verplichtingen nakomen, en vooral ONUMOZ en de politie ongehinderde toegang tot de door hen gecontroleerde gebieden geven.
Ook verwelkomde de Veiligheidsraad de vastgestelde verkiezingsdata en de instelling van de verkiezingscommissie en diens provinciale kantoren. Bezorgdheid was er over vertragingen bij de demobilisatie en de vorming van het
nieuwe leger. De president van Mozambique en die van RENAMO waren overeengekomen dit te versnellen. Op 1 juni zouden de troepen moeten zijn samengesteld en op 15 juli moest de demobilisatie voltooid zijn.
De partijen moesten ONUMOZ informeren over de troepenaantallen en militaire uitrusting en toegang verschaffen tot de legerbases. Ook moesten ze zorgen dat zo veel mogelijk troepen werden opgeleid voor de verkiezingen. Ook de ontmijning was erg belangrijk. Secretaris-generaal Boutros Boutros-Ghali was van plan het ontmijningsprogramma te bespoedigen.
Er werd een oproep gedaan aan de internationale gemeenschap voor financiële en technische bijstand en diens humanitaire hulp werd gewaardeerd. Ook werden de programma's om ontheemden en vluchtelingen te huisvesten geprezen.
Het mandaat van ONUMOZ werd een laatste keer verlengd, tot 15 november. Het mandaat zou op 15 juli herzien worden op basis van de rapporten van de secretaris-generaal.

## Verwante resoluties
- Resolutie 882 Veiligheidsraad Verenigde Naties (1993)
- Resolutie 898 Veiligheidsraad Verenigde Naties
- Resolutie 957 Veiligheidsraad Verenigde Naties
- Resolutie 960 Veiligheidsraad Verenigde Naties

Lijst ·  893 ·  894 ·  895 ·  896 ·  897 ·  898 ·  899 ·  900 ·  901 ·  902 ·  903 ·  904 ·  905 ·  906 ·  907 ·  908 ·  909 ·  910 ·  911 ·  912 ·  913 ·  914 ·  915 ·  916 ·  917 ·  918 ·  919 ·  920 ·  921 ·  922 ·  923 ·  924 ·  925 ·  926 ·  927 ·  928 ·  929 ·  930 ·  931 ·  932 ·  933 ·  934 ·  935 ·  936 ·  937 ·  938 ·  939 ·  940 ·  941 ·  942 ·  943 ·  944 ·  945 ·  946 ·  947 ·  948 ·  949 ·  950 ·  951 ·  952 ·  953 ·  954 ·  955 ·  956 ·  957 ·  958 ·  959 ·  960 ·  961 ·  962 ·  963 ·  964 ·  965 ·  966 ·  967 ·  968 ·  969